# Lista de deputados estaduais do Paraná da 1.ª legislatura
Essa é uma lista de deputados estaduais do Paraná eleitos para o período 1947-1951.

## Composição das bancadas
| Partido | Líder                       | Bancada | Posição  |
| ------- | --------------------------- | ------- | -------- |
| PSD     | Ernani Benghi               | 16 / 37 | Governo  |
| UDN     | Alvir Riesemberg            | 7 / 37  | Governo  |
| PTB     | José Darú                   | 6 / 37  | Governo  |
| PR      | Lauro Portugal Tavares      | 4 / 37  | Oposição |
| PRP     | Benjamim Mourão             | 2 / 37  | Governo  |
| PSP     | Atílio de Almeida Barbosa   | 1 / 37  | Oposição |
| PCB     | José Rodrigues Vieira Netto | 1 / 37  | Governo  |

## Deputados estaduais
| Número | Deputados estaduais eleitos       | Partido | Votação | Percentual | Cidade onde nasceu         | Unidade federativa |
| 41992  | João Chede                        | PSD     | 3.265   | 2,24%      | Palmeira                   | Paraná             |
| 22557  | Bronislau Ostoja Roguski          | UDN     | 3.144   | 2,16%      | Curitiba                   | Paraná             |
| 41415  | Oscar Lopes Munhoz                | PSD     | 2.961   | 2,03%      | Curitiba                   | Paraná             |
| 41331  | Antonio Lustosa de Oliveira       | PSD     | 2.091   | 1,43%      | Guarapuava                 | Paraná             |
| 41657  | Avelino Antônio Vieira            | PSD     | 1.912   | 1,31%      | Tomazina                   | Paraná             |
| 22328  | Lineu Madureira Novais            | UDN     | 1.906   | 1,31%      | Jaguariaíva                | Paraná             |
| 41258  | Edgard Sponholz                   | PSD     | 1.870   | 1,28%      | Cascavel                   | Paraná             |
| 41624  | Justiniano Clímaco da Silva       | PSD     | 1.816   | 1,24%      | Santo Amaro da Purificação | Bahia              |
| 41605  | Alfredo Pinheiro Jr               | PSD     | 1.783   | 1,22%      | Maringá                    | Paraná             |
| 41795  | Ernani Benghi                     | PSD     | 1.576   | 1,08%      | Uraí                       | Paraná             |
| 14909  | Aldo Silva                        | PTB     | 1.564   | 1,07%      | Paranavaí                  | Paraná             |
| 41703  | Alcides Pereira Jr                | PSD     | 1.556   | 1,07%      | Paranaguá                  | Paraná             |
| 41833  | Pedro Firman Neto                 | PSD     | 1.502   | 1,03%      | Mallet                     | Paraná             |
| 41534  | Francisco Accioly Filho           | PSD     | 1.465   | 1,00%      | Paranaguá                  | Paraná             |
| 41568  | Guataçara Borba Carneiro          | PSD     | 1.455   | 1,00%      | Reserva                    | Paraná             |
| 41580  | Anísio Luz                        | PSD     | 1.442   | 0,99%      | Passo Bormann* Palmas*     | Paraná             |
| 41285  | Hélio Setti                       | PSD     | 1.440   | 0,99%      | São Paulo                  | São Paulo          |
| 41270  | José Manuel Ribeiro dos Santos    | PSD     | 1.389   | 0,95%      | Sete Lagoas                | Paraná             |
| 41583  | Waldemiro Pedroso                 | PSD     | 1.387   | 0,95%      | Curitiba                   | Paraná             |
| 22821  | Ovande Ferreira do Amaral e Silva | UDN     | 1.281   | 0,88%      | Rio Negro                  | Paraná             |
| 14852  | Aldo Laval                        | PTB     | 1.271   | 0,87%      | Londrina                   | Paraná             |
| 22402  | Rivadávia Vargas                  | UDN     | 1.238   | 0,85%      | Castro                     | Paraná             |
| 14750  | Antônio dos Santos Filho          | PTB     | 1.164   | 0,80%      | Santos                     | São Paulo          |
| 14510  | José Machuca                      | PTB     | 1.161   | 0,79%      | Antonina                   | Paraná             |
| 14373  | Júlio Rocha Xavier                | PTB     | 1.144   | 0,78%      | Ponta Grossa               | Paraná             |
| 14588  | José Darú                         | PTB     | 1.120   | 0,77%      | Colombo                    | Paraná             |
| 46627  | Atílio de Almeida Barbosa         | PSP     | 1.110   | 0,76%      | Curitiba                   | Paraná             |
| 22562  | Laertes de Macedo Munhoz          | UDN     | 1.089   | 0,74%      | Curitiba                   | Paraná             |
| 44165  | Júlio Buskei                      | PRP     | 1.075   | 0,73%      | Três Barras                | Santa Catarina     |
| 22913  | Alvir Riesemberg                  | UDN     | 1.065   | 0,73%      | Rio Negro                  | Paraná             |
| 22157  | José Alves Bacelar                | UDN     | 1.051   | 0,72%      | Foz do Iguaçu              | Paraná             |
| 20990  | Felizardo Gomes da Costa          | PR      | 1.050   | 0,72%      | São José dos Pinhais       | Paraná             |
| 44350  | Benjamim de Andrade Mourão        | PRP     | 1.004   | 0,69%      | Campo Largo                | Paraná             |
| 20912  | Lauro Gentil Portugal Tavares     | PR      | 966     | 0,66%      | Campo Largo                | Paraná             |
| 20985  | Francisco Lacerda Werneck Trineto | PR      | 825     | 0,56%      | Guarapuava                 | Paraná             |
| 21400  | José Rodrigues Vieira Netto       | PCB     | 775     | 0,53%      | Rio Negro                  | Paraná             |
| 20894  | Fredericindo Marés de Souza       | PR      | 762     | 0,52%      | União da Vitória           | Paraná             |

OBS: *Anísio Luz nasceu em Passo Bormann mas foi registrado em Palmas-PR.